# AA Tiradentes
AA Tiradentes is een Braziliaanse voetbalclub uit Bélém in de staat Pará. De club werd opgericht in 1973 en speelt in de schaduw van stadsrivalen Paysandu, Remo en Tuna Luso.

## Geschiedenis
Eén jaar na de oprichting speelde de club voor het eerst in de hoogste klasse van het Campeonato Paraense. Tiradentes speelde er onafgebroken tot 1997. Daarna keerde de club nog terug van 2000 tot 2004 en van 2006 tot 2009.